# Provincie Sanuki

Mapa japonských provincií se zvýrazněnou provincií Sanuki

Provincie Sanuki (japonsky: 讃岐国; Sanuki no kuni) byla stará japonská provincie rozkládající se na místě dnešní prefektury Kagawa na ostrově Šikoku. Byla známá i pod označením Sanšú (讃州). Sanuki sousedila s provinciemi Awa a Ijo. Přes úžinu Naruto hraničila též s provincií Awadži. Administrativně byla začleněna do Nankaidó. Osídlená byla od 7. století a původně se rozkládala na severovýchodní části Šikoku a na ostrovech Awaku ve Vnitřním moři.
Hlavní město provincie se pravděpodobně nacházelo poblíž dnešního města Sakaide, ale jeho přesná lokalita ještě nebyla objevena. Ve středověku se nejdůležitějším centrem provincie stalo Takamacu.
Během období Sengoku v provincii Sanuki vládl klan Mijoši. V konfliktu s klanem Čósokabe z provincie Tosa, ale nadvládu nad Sanuki ztratil. Nakonec klan Čósokabe prohrál bitvu s Hidejoši Tojotomim a Sanuki připadla Hidejošiho vazalům.
Během období Edo byla provincie Sanuki rozdělena na pět částí: tři léna (han) v Takamacu, Marugame a Tadocu, část v přímé držbě šóguna a část léna Cujama, jehož většina ležela na Honšú. Ostrovy Naošima a Šódošima byly odděleny od provincie Bizen a připojeny k provincii Sanuki.